# Jean-Jacques Burlamaqui

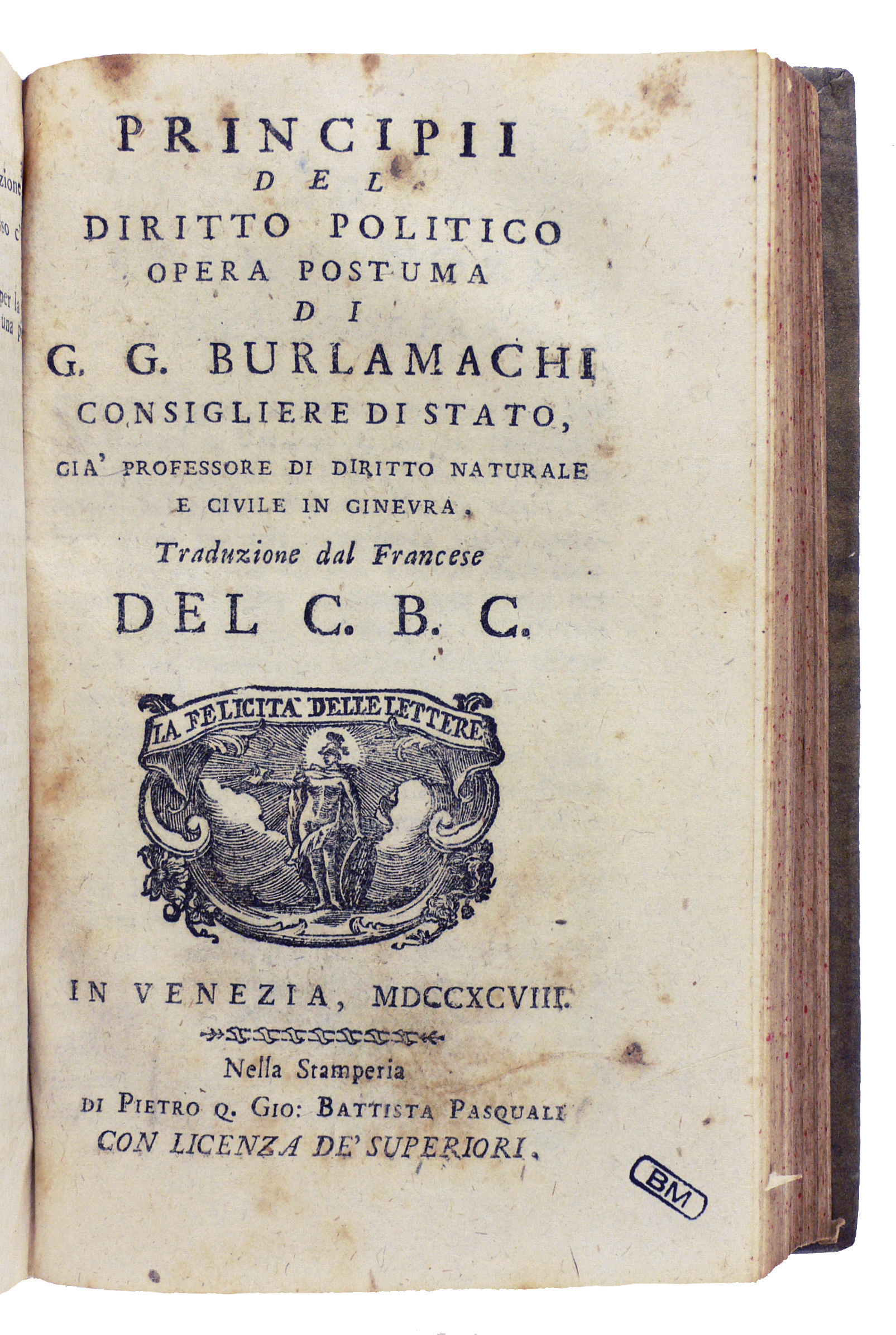
Principii del diritto politico, 1798 (Milano, Fondazione Mansutti).

Jean-Jacques Burlamaqui, né le 24 juin 1694 ou le 13 juillet 1694 à Genève et mort le 3 avril 1748, est un juriste et écrivain genevois.

## Biographie
Descendant d’une famille originaire de Lucques réfugiée à Genève religionis causa à laquelle appartint Francesco Burlamacchi, il étudie le droit à Genève puis se rend en France, Hollande et Angleterre. Il revient en Suisse en 1723 et enseigne le droit à l’université de Genève jusqu’en 1740. Il est ensuite membre en 1721 du Conseil des Deux-Cents de Genève jusqu’à sa mort en avril 1748.
Il est surtout resté célèbre pour Principe du droit naturel qu’il publia en 1747, on lui doit aussi:
- Principes du droit politique (1751),
- Principes du droit politique, second volume, 1754
- Principes du droit naturel et politique (1763), un volume réunissant ses deux premiers ouvrages,
- Principes du droit de la nature et des gens,
- Suite du droit de la nature (1766).

Ses ouvrages ont été réédités à Paris en 1820 par André-Marie-Jean-Jacques Dupin  en 5 volumes in-8, et par Toussaint-Ange Cotelle en un seul volume compact, 1828.
Le style de Burlamaqui est simple et clair. Ses principes fondamentaux peuvent être décrits comme de l’utilitarisme rationnel. Ses idées sont le prolongement de celles de Samuel von Pufendorf (1632-1694), premier théoricien moderne du droit naturel. Il a inspiré A. Walras, puis Leon Walras en développant une théorie de la valeur fondée sur la rareté au ch. XI de la 3e partie des Eléments du droit naturel.

## Sources
- Burlamaqui sur Droitshumains.org
- Burlamaqui sur Philosophe-inconnu.com
- Burlamaqui sur Ville-ge.ch

- Ressource relative à la recherche :   - Isidore
- Notices dans des dictionnaires ou encyclopédies généralistes :   - Deutsche Biographie
  - Dictionnaire historique de la Suisse
  - Enciclopedia italiana
  - Gran Enciclopèdia Catalana
  - Treccani
  - Universalis
- Notices d'autorité :   - VIAF
  - ISNI
  - BnF (données)
  - IdRef
  - LCCN
  - GND
  - CiNii
  - Espagne
  - Belgique
  - Pays-Bas
  - Pologne
  - Israël
  - NUKAT
  - Catalogne
  - Vatican
  - Australie
  - Norvège
  - Tchéquie
  - WorldCat